# Dactilocalicídeos
Dactilocalicídeos (Dactylocalycidae) são uma família de esponjas marinhas da ordem Hexactinosida.

## Gêneros
- Auloplax Schulze, 1904
- Dactylocalyx Stutchbury, 1841
- Iphiteon Bowerbank, 1869